# 箸蔵村
箸蔵村（はしくらそん）は、徳島県三好郡にあった村。現在の三好市池田町州津・池田町西山にあたる。

## 地理
- 山岳 ： 若狭峰、中蓮寺峰
- 河川 ： 吉野川、鮎苦谷川

## 歴史
- 1889年（明治22年）10月1日 - 町村制の施行により、州津村・西山村の区域をもって発足。
- 1956年（昭和31年）9月30日 - 池田町に編入。同日箸蔵村廃止。

## 交通

### 鉄道路線
- 日本国有鉄道
  - 土讃本線（現・土讃線）
    - 坪尻駅 - 箸蔵駅
- 箸蔵登山鉄道（1944年廃止）
  - 箸蔵登山鉄道線
    - 赤鳥居駅 - 仁王門駅

### 道路
- 国道32号

## 名所・旧跡・観光スポット・祭事・催事
- 箸蔵寺